# 四国選択会議
四国選択会議（しこくせんたくかいぎ）は、NHK松山放送局・NHK高松放送局・NHK徳島放送局・NHK高知放送局の4局向けに随時（年3回程度）、金曜日19:30-20:45に放送された大型討論バラエティ番組である。

## 概要
NHK総合テレビジョンの不定期特番「日本の、これから」の四国地方版として2009年-2011年に放送された。
四国地方が抱える様々な世相・社会問題について、四国地方の市民はどのように考え、またどのような改革を求めているかを、有識者の討論や視聴者リアルタイムアンケート（地上デジタルテレビの双方向機能、携帯電話・インターネットサイト、テレドームで随時）を実施して検証した。
2011年1月で討論会形式の番組を終了し、同5月より四国の名物・名所などを紹介しあいながら視聴者アンケートやトークバトルを展開する新番組「四県対抗ふるさと自慢」を開始した。

## 取り上げた課題

### 2009年度
1. どうする外国人の介護
2. どう防ぐ、高齢者ドライバーの交通事故
3. 四国の観光

### 2010年度
1. どうする、高速道路無料化
2. 若者をどのようにひきつけるか?
3. 四国ブランドの食をどう売り込むか?

### 2011年度
1. （最終回）どうする、四国は一つ

## コーディネーター
- 鴻上尚史（俳優・演出家）